# 包科尼圣伊万
包科尼圣伊万（匈牙利語：Bakonyszentiván）是匈牙利维斯普雷姆州帕波区所辖的一个村，位于維斯普雷姆州北部，总面积9.14平方公里，总人口220，人口密度24.1人/平方公里（2010年1月1日）。